# Kampene
Kampene är en ort i Kongo-Kinshasa. Den ligger i provinsen Maniema, i den centrala delen av landet, 1 300 km öster om huvudstaden Kinshasa. Kampene är ett centrum för guldutvinning och huvudort i hövdingadömet (franska: chefferie) Babene.